# Mountainbike-Marathon-Weltmeisterschaften 2020
Die Mountainbike-Marathon-Weltmeisterschaften 2020 fanden am 25. September 2020 in der Provinz Sakarya in der Türkei statt. Die Türkei war das erste Mal Ausrichter der Mountainbike-Marathon-Weltmeisterschaften. Start und Ziel waren im kurz zuvor errichteten Park Ayçiçeği Bisiklet Vadisi.
Das Rennen der Männer ging über 110 km, das der Frauen über 81 km. Alter und neuer Weltmeister wurde Héctor Leonardo Páez, neue Weltmeisterin Ramona Forchini.

## Männer
| Platz | Land | Athlet               | Zeit      |
| ----- | ---- | -------------------- | --------- |
| 1     | COL  | Héctor Leonardo Páez | 4:19:50 h |
| 2     | POR  | Tiago Ferreira       | 4:22:10 h |
| 3     | CZE  | Martin Stošek        | 4:22:25 h |
| 10    | AUT  | Daniel Geismayr      | 4:31:39 h |
| 17    | SUI  | Marc Stutzmann       | 4:36:23 h |
| 28    | GER  | Anton Albrecht       | 4:54:05 h |

Datum: 25. September 2020

Der amtierende Titelträger Héctor Leonardo Páez aus Kolumbien konnte seinen Titel verteidigen.

Insgesamt waren 57 Teilnehmer gemeldet, 48 erreichten das Ziel.

## Frauen
| Platz | Land | Athlet            | Zeit      |
| ----- | ---- | ----------------- | --------- |
| 1     | SUI  | Ramona Forchini   | 3:57:09 h |
| 2     | POL  | Maja Włoszczowska | 3:59:02 h |
| 3     | SUI  | Ariane Lüthi      | 3:59:49 h |
| 6     | GER  | Stefanie Dohrn    | 3:59:50 h |

Datum: 25. September 2020

Die amtierende Titelträgerin Pauline Ferrand-Prévot aus Frankreich trat nicht an.

Insgesamt waren 42 Teilnehmerinnen gemeldet, 28 erreichten das Ziel.